# Pays de la Loire
Pays de la Loire is een bestuurlijke regio in het westen van Frankrijk.
Pays moet hier in het Frans als een meervoud verstaan worden: les Pays de la Loire (de Loirelanden). Historisch gaat het hier om de oude provincie Maine (de huidige departementen Mayenne en Sarthe), de provincie Anjou (huidige Maine-et-Loire), en delen van de provincies Poitou (huidige Vendée) en Bretagne (huidige Loire-Atlantique). Die oude provincies van Frankrijk werden ook wel pays (Nederlands: land) genoemd.

## Geografie

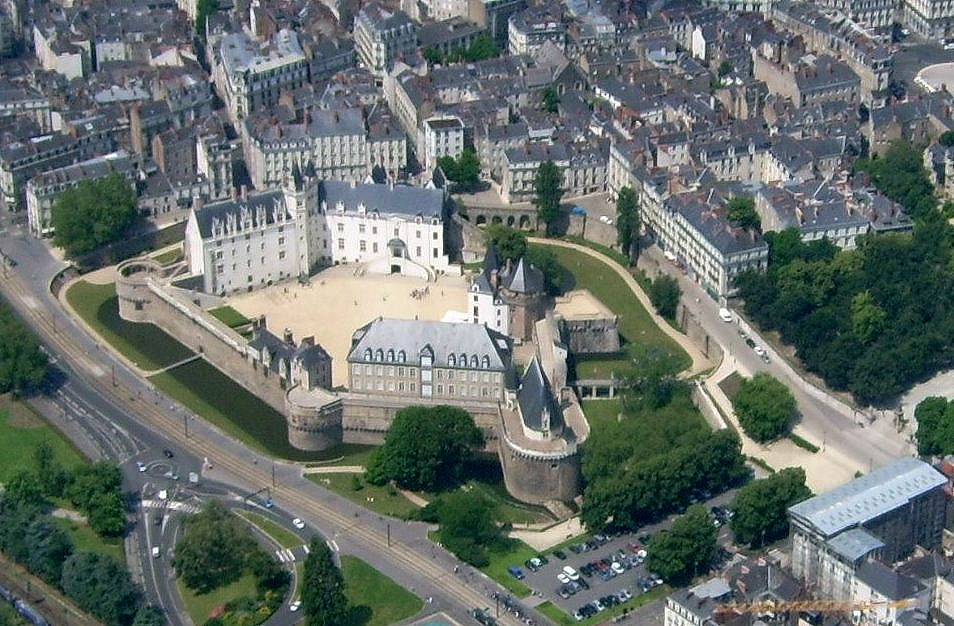
Luchtfoto van het kasteel van Nantes.

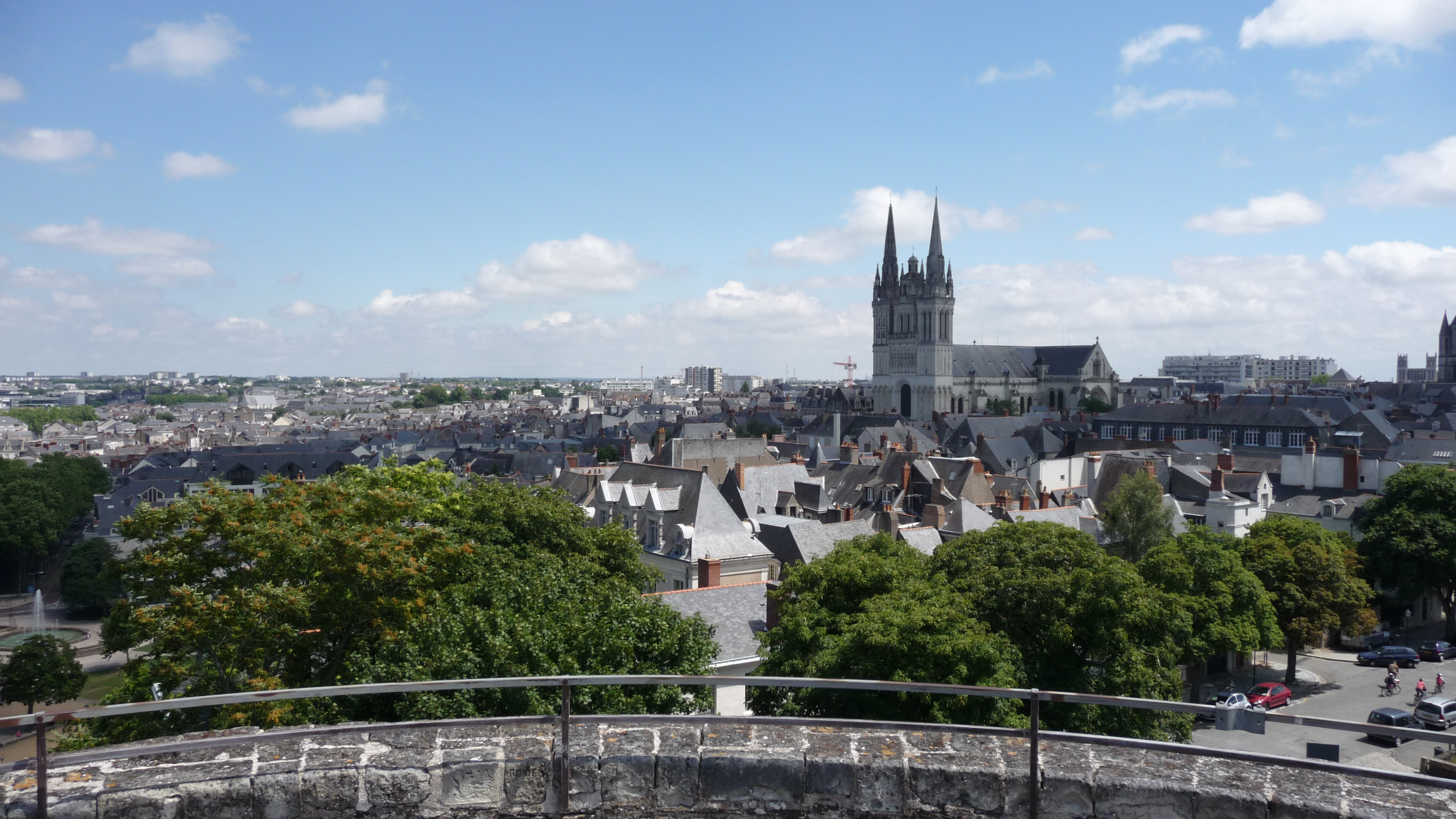
Historisch centrum van Angers.

### Aangrenzende regio's
Pays de la Loire grenst aan:
| Aangrenzende regio's | Aangrenzende regio's | Aangrenzende regio's | Aangrenzende regio's | Aangrenzende regio's |
| -------------------- | -------------------- | -------------------- | -------------------- | -------------------- |
| Bretagne             |                      | Basse-Normandie      |                      |                      |
|                      |                      |                      |                      |                      |
|                      | Centre-Val de Loire  |                      |                      |                      |
|                      |                      |                      |                      |                      |
| Golf van Biskaje     |                      | Poitou-Charentes     |                      |                      |

### Steden
- De administratieve hoofdstad (préfecture of prefectuur) is Nantes.

Historisch belangrijke steden zijn voorts:
- Angers
- Saumur
- Montsoreau
- Le Mans
- La Roche-sur-Yon
- Cholet
- Saint-Nazaire
- Laval

## Historische provincies
|  | ■ Anjou ■ Aunis ■ Bretagne ■ Maine ■ Orléanais ■ Perche ■ Poitou |